# Рамблер-Карты
Рамблер-Карты — существовавший до 2013 года набор приложений, построенных на основе бесплатного картографического сервиса и технологии, предоставляемых компанией «Рамблер».
Картографические данные были предоставлены фирмой «Сидиком Навигация».
Сервис предлагал пользователю возможность измерять расстояния, получать информацию об автомобильных пробках и справочную информацию о находящихся на карте объектах — веб-камерах, кинотеатрах, музеях, концертных залах, ресторанах и т. д. Прокладывать маршруты можно по всей территории страны.
Проект был закрыт в 2013 году. Сотрудники Рамблер рекомендуют использовать пользователям некоммерческие карты OpenStreetMap.

## История
Картографический сервис на «Рамблере» («Рамблер-На карте») появился ещё в 2000 году, что делает его старейшим на рынке России.
В 2006 году сервис был существенно обновлён.
В 2008 году появилась возможность построения маршрута.
В 2010 было подписано соглашение с «Сидиком Навигация».
В 2011 сервис получил самую подробную детализацию среди всех аналогичных проектов рунета. Был запущен сервис «локальной рекламы» от Бегуна.
В 2012 началось сотрудничество с поставщиком цифровых карт «ДубльГИС».
В 2013 году было сообщено о том, что проект Рамблер-Карты закрывается и 15 апреля прекращает свою работу.